# Anticipația CPSF 500-578

Coperta revistei Anticipația CPSF 500

Anticipația CPSF a fost un periodic de literatură pentru tineret editat inițial de revista „Știință și Tehnică”, o reluare a seriei Colecția „Povestiri științifico-fantastice”. Primul număr, numerotat 467 tocmai pentru marca intenția de a continua tradiția vechii reviste, a apărut în 1990. Cu unele excepții, a apărut lunar.
Sunt prezentate textele care apar în reviste, începând cu cel care apare pe prima copertă.

## 500-578
| Nr.     | Data apariției  | Text principal | Alte scrieri | Redactor | Coperta                                               | Preț       | Note / Ref.                          |
| ------- | --------------- | --- | --- | --- | ----------------------------------------------------- | ---------- | ------------------------------------ |
| 500     | 1993-iun.       | Adrian Rogoz - Prețul secant al genunii                                                                                       | BlaSFemie 500 de Alexandru Mironov; Eseuri despre Adrian Rogoz | Mihai-Dan Pavelescu (redactor literar); Constantin D. Pavel (secretar general de redacție)                                        | Walter Riess                                          | Lei 120    | 68 de pagini                         |
| 501     | 1993-iul.       | Petrică Sîrbu - Vremea lupilor                                                                                                | Raymond Humphreys - Noul Eden, Mihail Grămescu - Vălul lui Isis, J. G. Ballard - Orașul închis, Robert Kocher - Fata Morgana, Aurel Cărășel - Poveste de iarnă | Mihai-Dan Pavelescu (redactor literar); Constantin D. Pavel (secretar general de redacție); Alexandru Mironov (director onorific) | Walter Riess                                          | Lei 90     | 36 de pagini                         |
| 502     | 1993-aug.       | Walter Jon Williams - Sara lucrează cu Nevăstuica (traducere de Mihai-Dan Pavelescu)                                          | Jack Vance - Regele hoților (traducere de Mihaela și Cristian Ionescu), Liviu Radu - Aman ori aman fac aman, Pavel Constantin - Un pachet de țigări | Mihai-Dan Pavelescu (redactor literar); Constantin D. Pavel (secretar general de redacție)                                        | ? Walter Riess ?                                      | Lei 90     |                                      |
| 503     | 1993-sept.      | Florin Pîtea - Phoenixul din Kansar-City                                                                                      | Tudor Negoiță - Stăpânitorii planetei de aur, Liviu Pîrțac și Lucian Merișca - Darul, Michael P. Kube-McDowell - Slac // (traducere Mihai-Dan Pavelescu) | Mihai-Dan Pavelescu (redactor literar); Constantin D. Pavel (secretar general de redacție)                                        | Walter Riess                                          | Lei 90     |                                      |
| 504     | 1993-oct.       | Geoffrey A. Landis - O plimbare la soare                                                                                      | Alexandru Mironov - S.F. - de la San Francisco (eseu); Cristian Lăzărescu - Frica de originalitate (eseu); Eduard Pandele - O revoluție în minus, Stăpânii tunelului (bandă desenată de Riess), Mihail Grămescu - Necunoscuta, Fritz Leiber jr. - Pădurea fermecată (traducere de Mihaela și Cristian Ionescu) B.D.S.F. Anticipația - Scenariu și desene W. Riess - Stăpânii tunelului (1) | Mihai-Dan Pavelescu (redactor literar); Constantin D. Pavel (secretar general de redacție)                                        | Walter Riess                                          | Lei 90     |                                      |
| 505     | 1993-nov.       | Marian Truță - Nicăieri, pretutindeni, țărmul...                                                                              | Mihai Dan Pavelescu - Știința înseamnă putere (eseu) Cristian Lăzărescu - Inorogi electrici (I) (eseu) Mircea Șerbănescu - Frumos cântau greierii noaptea, Nicu Gecse - Să încărunțim împreună...!, Greg Egan - Șanțul fortăreței (traducere Florin Pîtea), Pavel D. Cătălin - S-a pierdut un suflet..., Harlan Ellison - De la A la Z în alfabetul de ciocolată (I), (traducere Mihai-Dan Pavelescu) B.D.S.F. Anticipația - Scenariu și desene W. Riess - Stăpânii tunelului (2) | Mihai-Dan Pavelescu (redactor literar); Constantin D. Pavel (secretar general de redacție)                                        | Walter Riess                                          | Lei 120    |                                      |
| 506     | 1993-dec.       | Ted Chiang - Turnul Babilonului (Traducere: Florin Pîtea)                                                                     | Alexandru Mironov - S.F. - de la San Francisco (eseu); Cristian Lăzărescu - Inorogi electrici (II) (eseu) Silviu Pașol Costinescu - Semnătura, Cotizo Draia - Rendez-vous pe orbită, Harlan Ellison - De la A la Z în alfabetul de ciocolată (II), (traducere Mihai-Dan Pavelescu) Lucian Dragoș Bogdan - Rapsodia, Costi Gurgu - Wops B.D.S.F. Anticipația - Scenariu și desene W. Riess - Stăpânii tunelului (3) | Mihai-Dan Pavelescu (redactor literar); Constantin D. Pavel (secretar general de redacție)                                        | Walter Riess                                          | Lei 150    |                                      |
| 507     | 1994-ian.       | Jack Vance - Abominabilul McInch (traducere de Mihaela și Cristian Ionescu)                                                   | Alexandru Mironov - Un Guvern Mondial? (eseu), David Hess - Gânduri despre mașinile viitorului (eseu) (traducere de Cristina Vasiliu și Camil Schiau), Mihaela Ionescu și Cristian Ionescu - Jack Vance - Domnul «Space Opera» (eseu), Ana-Veronica Mircea - Kill, Harlan Ellison - De la A la Z în alfabetul de ciocolată (III), Mihail Grămescu - Insecticide cu feromoni, Henry Sleasar - Bună dimineața! Acesta-i viitorul! (traducere Silviu Genescu), Gheorghe Itoafă - Labirint, Walter Jon Williams - Plafon (traducere Cristian Lăzărescu), B.D.S.F. Anticipația - Scenariu și desene W. Riess - Stăpânii tunelului (4) Rebus: Drumuri prin memorie-Egiptul de Radu Stoianov | Mihai-Dan Pavelescu (redactor literar); Constantin D. Pavel (secretar general de redacție)                                        | Walter Riess                                          | Lei 200    | 12 nr./an                            |
| 508     | 1994-febr.      | Michael Swanwick - Transmigrația lui Philip K. (traducere Mihai-Dan Pavelescu)                                                | Aurelius Belei - Hypnopedia, Pavel D. Călin - Castele de nisip uscat, Avram Davidson - Vânătorul, Silviu Genescu - În viteză, Vladimir-Liviu Fenoghen - Terapie, Harlan Ellison - De la A la Z în alfabetul de ciocolată (IV) B.D.S.F. Anticipația - Scenariu și desene W. Riess - Stăpânii tunelului (5) | Mihai-Dan Pavelescu (redactor literar); Constantin D. Pavel (secretar general de redacție)                                        | Walter Riess                                          | Lei 200    |                                      |
| 509     | 1994-martie     | Stephen Baxter - Planck Zero (traducere Mirel Palada)                                                                         | Mihail Grămescu - Sacrificiul nunții la quetzali (după o idee de Mircea Ștefancu), Darius H. Luca - Concert de chitară clasică, Paul J. McAuley - Războaiele genetice (Gene Wars, traducere Mihai-Dan Pavelescu), Ovidiu Bufnilă - Ochean, Ovidiu-Gheorghe Ruța - Teorii succesive, B.D.S.F. Anticipația - Scenariu și desene W. Riess - Stăpânii tunelului (6, sfârșit) | Mihai-Dan Pavelescu | Walter Riess                                          | Lei 250    |                                      |
| 510     | 1994-aprilie    | Brian Stableford - Invazie de pe Marte (traducere Dorin Deaconescu)                                                           | Bob Shaw - Key Bored (traducere Diana Pădurariu) Florin Pîtea - Ancalagon Peter Cartur - Ceața Aurelius Belei - Învingătorul ia totul! Silviu Pașol-Costinescu - Ecologie aplicată | Mihai-Dan Pavelescu | Walter Riess                                          | Lei 250    |                                      |
| 511     | 1994-mai        | Lucius Shepard - La frontieră (traducere Dorin Deaconescu)                                                                    | Philip Elmer-DeWitt - Ciberpunk Pavel D. Constantin - Mega-Town Dănuț Ivănescu - Terapie de șoc | Mihai-Dan Pavelescu | Walter Riess                                          | Lei 250    |                                      |
| 512     | 1994-iunie      | Nancy Krees - Muntele la Mohamed (traducere Florin Pîtea)                                                                     | Voicu Bugariu - Querelle d'amour Liviu Radu - Dincolo de barieră Sebastian A. Corn - Fratele geamăn Bandă desenată. Walter Riess - Destindere. O aventură a lui Mol și Rockhart Mădălina Amarie - Ultima stație, Pompei | Mihai-Dan Pavelescu | Walter Riess                                          | Lei 250    |                                      |
| 513     | 1994-iulie      | George R. R. Martin - Stare de asediu (Under Siege, traducere de Mihai-Dan Pavelescu)                                         | Cristian Lăzărescu - Ghetou (eseu) Ana Veronica Mircea - Cazul Jurgen Gott Mihail Grămescu - Păpușa Lucian Dragoș-Bogdan -Nu este prima dată Ovidiu Ruță - Neurochirurgie Tudor Negoiță - Ce-o fi această creatură? | Mihai-Dan Pavelescu | Walter Riess                                          | Lei 300    |                                      |
| 514     | 1994-august     | Jack Vance - Războinicii de pe Kokod (I) (traducere de Mihaela și Cristian Ionescu)                                           | Gregory Benford - Manassass, din nou... (traducere Florin Pîtea) Sebatsian A. Corn - Jallalabad este liber! | Mihai-Dan Pavelescu | Walter Riess                                          | Lei 300    |                                      |
| 515     | 1994-sept.      | Allen Steele - Ultimul păianjen (traducere Mirel Palada)                                                                      | Aurel Cărășel - Poveștile pădurii de cristal Jack Vance - Războinicii de pe Kokod (II) | Mihai-Dan Pavelescu | Walter Riess                                          | Lei 300    |                                      |
| 516     | 1994-oct.       | Bruce Sterling - Strigoiul (traducere Florin Pîtea)                                                                           | Victor Martin - La pescuit Dino Cortuna- Casă, dulce casă Frederik Pohl - Mituri ale creației la rasele dispărute (traducere ?Mihai-Dan Pavelescu?) Brian W. Aldiss - Câmpia, nefârșita câmpie (traducere Victor Cociș) Eduard Pandele - Fără titlu Etta Sârbu - Locuință nouă Cătălin Sandu - Începutul regăsirii | Mihai-Dan Pavelescu | Walter Riess                                          | Lei 300    |                                      |
| 517-518 | 1994-nov./dec.  | Steven Utley & Howard Waldrop - Negru precum iadul de sub pol (traducere Mihai-Dan Pavelescu)                                 | Alexandru Mironov - 2001, la răsărit de SUE (IV) (eseu); Keith Knight - Hollywood-ul și SF-ul (traducere Diana Pădurariu); Florin Pîtea - Shai Tan, Ben Jeapes- Ofuri de soft-uri (traducere Mirel Palada), Radu-Dragoș Neacșu - Altfel de viață, Mihai-Dan Pavelescu (traducere și adaptare) - Chipul de pe Marte (I) (eseu din revista Omni) | Mihai-Dan Pavelescu (redactor literar)                                                                                            | Walter Riess                                          | Lei 500    | 52 pagini                            |
| 519-520 | 1995-ian./febr. | Greg Egan - Surori de sânge (traducere Florin Pîtea)                                                                          | Ana-Veronica Mircea - Ziua retragerii, Mike Resnick - Barnaby în exil (traducere Mihai-Dan Pavelescu), Pavel D. Constantin - Fanfara chema..., Sebastian A. Corn - Carcase BD SF Anticipația: Walter Reiss - Trapania Mihai-Dan Pavelescu (traducere și adaptare) - Chipul de pe Marte (II) (eseu din revista Omni) | Mihai-Dan Pavelescu (redactor literar)                                                                                            | Walter Riess                                          | Lei 600    | 52 pagini                            |
| 521     | 1995-martie     | Robert Sheckley - Atestatul de Infractor (traducere Mihai-Dan Pavelescu)                                                      | Doru Pruteanu - Despre pornografia simbolică (eseu, I) Florin Pîtea - Necropolis Ilarion Calciu - Călătorie prin Corgivolia Aurel Cărășel - Drum de Cavaler-Molecular Mihai-Dan Pavelescu (traducere și adaptare) - Chipul de pe Marte (III) (eseu din revista Omni) | Mihai-Dan Pavelescu (redactor literar)                                                                                            | Walter Riess                                          | Lei 400    | 36 pagini                            |
| 522     | 1995-mai        | William Gibson - Camera lui Skinner (traducere Ana-Maria Negrilă și Florin Pîtea)                                             | Doru Pruteanu - Despre pornografia simbolică (eseu, II) Costi Gurgu - Virginia Michael H. Payne - Punga (traducere Mihaela Crișan) Alexandru Vărzaru - Dolarii de Lecaplishteny (science fiction mioritic) Voicu Bugariu - Raționalizare a admirației (eseu) Radu Pavel Gheo- Hey, you, author... Mihai-Dan Pavelescu (traducere și adaptare) - Chipul de pe Marte (IV) (eseu din revista Omni) | Mihai-Dan Pavelescu (redactor literar)                                                                                            | Walter Riess                                          | Lei 500    | 36 pagini                            |
| 523     | 1995-iunie      | Jack Vance - Clubul de vacanță stelar (traducere de Mihaela și Cristian Ionescu)                                              | Alexandru Mironov - Trenul progresului (I) (eseu) Voicu Bugariu-Critică de direcție(eseu) Eric Frank Russel - Mă voi târî în cortul tău (traducere Valentin Ciocșan) Sebastian A. Corn - Vineri, dacă nu plouă Florin Pîtea - Pentru tine Matei-Alexandru Mocanu - Povara | Mihai-Dan Pavelescu (redactor literar)                                                                                            | Walter Riess                                          | Lei 500    | 36 pagini                            |
| 524     | 1995-iulie      | Greg Egan - Caseta de valori (traducere Florin Pîtea)                                                                         | Alexandru Mironov - Trenul progresului (II) (eseu) Voicu Bugariu -Cioran și literatura SF(eseu) Liviu Radu - Documente răzlețe despre trupe pierdute în deșert Mack Reynolds - Afacere câinească (traducere Silviu Genescu) Monica Lisandru - Spațiu fracțional Alexandru Vărzaru - Viol Caius Chiriță - Musca verde Jean-Lorin Sterian - La pescuit Mircea M. Mircea - Robotul din neant Poșta redacției: Walter Riess - ABC-ul graficii SF (I) (eseu) | Mihai-Dan Pavelescu (redactor literar)                                                                                            | Walter Riess                                          | Lei 500    | 36 pagini                            |
| 525     | 1995-aug.       | Lucius Shepard - Skull City (1) (traducere Sorin Casapu)                                                                      | Alexandru Mironov - Trenul progresului (III) (eseu) Voicu Bugariu -Paradoxul literaturii SF(eseu) Costi Gurgu - Coroziunea roz Poșta redacției: Walter Riess - ABC-ul graficii SF (II) (eseu) | Mihai-Dan Pavelescu | Victor Sfârlea                                        | Lei 500    | 36 pagini                            |
| 526     | 1995-sept.      | Lucius Shepard - Skull City (2) (traducere Sorin Casapu)                                                                      | Alexandru Mironov - Va fi odată, ca niciodată... (eseu) Voicu Bugariu -Trucuri de profesionist Don Simon - Casa iubirii Poșta redacției: Walter Riess - ABC-ul graficii SF (III) (eseu) | Mihai-Dan Pavelescu (redactor literar)                                                                                            | Walter Riess                                          | Lei 500    | 36 pagini                            |
| 527     | 1995-oct.       | Alte Românii. Grupaj tematic de texte SF                                                                                      | Lucius Shepard - Skull City (3) Ioan Albescu - Acum 40 de ani (eseu) Alexandru Mironov - O declarație privind viitorul de astăzi (eseu) Cătălin Ionescu - Sentimentalismul tradiției... sau Revista Anticipația (CPSF serie nouă) în istoria science-fiction-ului românesc (eseu) Michael Hăulică - Căință Dănuț Ungureanu - Malawi cu capitala la Zomba Don Simon - Camera de tortură Florin Pîtea - Plimbarea de după-amiază Radu Pavel Gheo - Țara în carnaval Voicu Bugariu - Literatură SF sau sefultură (eseu) Barry N. Malzberg - Conexiunea Pavel D. Constantin - Mortul care operează Poșta redacției: Walter Riess - ABC-ul graficii SF (IV) (eseu) | Mihai-Dan Pavelescu (redactor literar)                                                                                            | Walter Riess                                          | Lei 1000   | 64 pagini                            |
| 528-529 | 1995-nov.-dec.  | Vonda N. McIntyre - Despre Ceață, Iarbă și Nisip                                                                              | Voicu Bugariu - Despre sefultură (eseu) Liviu Surugiu - Întâlnirea James Patrick Kelly - Stând în rând cu Mister Jimmy (traducere Florin Pîtea) Radu Haraga - Șoc Tudor Negoiță - Mai sunt unii care încă mai citesc Costi Gurgu - Previziunea | Mihai-Dan Pavelescu (redactor literar)                                                                                            | Victor Sfîrlea                                        | Lei 1500   | 64 pagini                            |
| 530     | 1996-ian.       | William Gibson - Continuumul Gernsback                                                                                        | Alexandru Mironov - Alte Românii (eseu) Voicu Bugariu - Două romane (eseu) Philip K. Dick - „Navetistul” (traducere Cristian Lăzărescu) Liviu Radu - „Perenitatea gândurilor” Val Antim - Pânza și Cearceaful Ana-Veronica Mircea - Scrisoarea lui Zwiat Josef Nesvadba - Ultima armă secretă a celui de-al III-lea Reich (traducere Ștefan Ghidoveanu) Mirel Floricică - Puștiul Cătălin Sandu - A șaptea față a tăcerii | Mihai-Dan Pavelescu (redactor literar)                                                                                            | Victor Sfîrlea                                        | Lei 1000   | 48                                   |
| 531     | 1996-febr.      | Jack Vance - Lovitura de grație (traducere de Mihaela și Cristian Ionescu)                                                    | Voicu Bugariu - Despre sefultură (II) (eseu) James Tiptree, Jr. - „Iubire e planul, Planul e moarte” (Love Is the Plan the Plan Is Death) (traducere de Mihnea Columbeanu) Cătălin Sandu - Să-ți urăști aproapele Ioan Pătrașcu - Debarasarea Radu-Dragoș Neacșu - Cerșetori ai norocului Bogdan-Tudor Bucheru - Omul pe care l-am cunoscut Gabriel Tudor - Trupul care știa | Mihai-Dan Pavelescu (redactor literar)                                                                                            | Ilie Bartolomei                                       | Lei 1000   | 48                                   |
| 532     | 1996-martie     | Lewis Shiner - Orașul alb (traducere Florin Pîtea)                                                                            | Alexandru Mironov - Drumuri la înalta poartă (eseu) Ileana Roman - Dialog Bogdan Bucheru - In utero Tudor Negoiță - „Erotica 7/13” Robert David - Dimineața Aurel Cărășel - Noapte cu moabar în anticamera Oniriei Gregory Benford - Viitorul sistemului jupiterian (traducere Mihai-Dan Pavelescu) Philip K. Dick - „Furnica electrică” (traducere Cristian Lăzărescu) | Mihai-Dan Pavelescu (redactor literar)                                                                                            | Mihai Ionescu                                         | Lei 1000   | 48                                   |
| 533     | 1996-apr.       | James Patrick Kelly - Prizonierul din Chillon (traducere Mihai-Dan Pavelescu)                                                 | Alexandru Mironov - Un club de tineret cu Zeppelin... (eseu) Pavel D. Constantin - Inna Dan D. Farcaș - Euthanatorul Andrei Valachi - Căderea din Rai | Mihai-Dan Pavelescu (redactor literar)                                                                                            | Jim Porter Anglo-romanian cultural exchange           | Lei 1000   | 48                                   |
| 534     | 1996-mai        | Gene Wolfe - Moartea doctorului Island (1/2) (traducere Mihai-Dan Pavelescu)                                                  | Alexandru Mironov - Club 2020 (eseu) V. Bugariu - Literaturile SF (eseu) Ladislau Daradici - Și n-au învins Bogdan Bucheru - Urși albi Ihoș Aurel - Prietenul meu este extra-terestru Dan Lăzărescu - Dystopia Robert David - A doua oară Mirel Floricică - Cameră de închiriat David Wishart - Chronotetanymenicon (traducere Mara Costache) | Mihai-Dan Pavelescu (redactor literar)                                                                                            | Victor Sfârlea                                        | Lei 1500   | 48                                   |
| 535     | 1996-iun.       | Andrew Webber - Oposumii de pe INTERNET (traducere Monica Dumitriu)                                                           | Alexandru Mironov - Unde vor pleca soldații? (eseu) V. Bugariu - O parodie impecabilă (eseu) Ana-Veronica Mircea - Bifurcația Adrian Avel - Călătorie la Eden Monica Lixandru - Pentru uzul studenților Silviu Pașol-Costinescu - Vară obișnuită în Rushville Gene Wolfe - Moartea doctorului Island (2/2) (traducere Mihai-Dan Pavelescu) | Mihai-Dan Pavelescu (redactor literar)                                                                                            | Walter Riess                                          | Lei 1500   | 48                                   |
| 536     | 1996-iul.       | Stanley G. Weinbaum - Valea Viselor (traducere Mihaela Crișan)                                                                | Alexandru Mironov - Societatea învățării (eseu) V. Bugariu - Antinomii SF (eseu) Ileana Roman - Invazie Val Antim (ca valANTIm) - Sfynxoid pergamentos neidentificat Costi Gurgu - Osânda Mihai-Dan Pavelescu - Primul meteor al literaturii SF Marc Laidlaw - Demonstrația (traducere Monica Dumitriu) | Mihai-Dan Pavelescu (redactor literar)                                                                                            | Jim Porter                                            | Lei 1500   | 48                                   |
| 537     | 1996-august     | In memoriam Adrian Rogoz | Alexandru Mironov - Fermenții schimbării (eseu) Ion Hobana - Despărțirea de Adrian (eseu) Horia Aramă - Cu Adrian (eseu) Cristian Lăzărescu - Epitaf (eseu) V. Bugariu - Inima rezistentă (eseu) Adrian Rogoz - Altarul Zeilor Stohastici Stanley G. Weinbaum - Insula Proteus Pavel D. Constantin - I-logic | Mihai-Dan Pavelescu (redactor literar)                                                                                            | Jim Porter                                            | Lei 1500   | 48                                   |
| 538     | 1996-sept.      | Timons Esaias - Norbert și Sistemul; Veo Ovidiu Vitan - Mikrobiokratos                                                        | Alexandru Mironov - Despre școala anilor 2000 (eseu) V. Bugariu - Autori români (II) (eseu) Jérémi Sauvage - Manus Dei Camelia Onciu - După-amiaza în care am făcut plăcintă cu mere Bogdan-Tudor Bucheru - Zona neutră Marian Deaconu - Germania, un spațiu propice SF-ului | Mihai-Dan Pavelescu (redactor literar)                                                                                            | Victor Sfârlea                                        | Lei 1500   | 48                                   |
| 539     | 1996-oct.       | Greg Egan - Nimicuri A.D.N. (traducere Mihai-Dan Pavelescu); Ana Veronica Mircea - Ghinion                                    | V. Bugariu - Autori români (III) (eseu) Victor Toroș - Invenția Rareș Szeitz - În clopotului Adrian Avel - Zei nemuritori Dan D. Farcaș - 01. Fantasticul realității (eseu) Hyde Park: Mihail Grămescu - Drept târziu la replică. Fandom postdecembrist. Critica criticii critice a criticului criticat (sau despre curajul oportunist). (eseu). | Mihai-Dan Pavelescu (redactor literar)                                                                                            | Thomas Franke (schimb cultural - club Andymon Berlin) | Lei 1500   | 48 pagini                            |
| 540     | 1996-nov.       | Isaac Asimov - Clopotul muzical (traducere Monica Dumitriu)                                                                   | V. Bugariu - Autori români (IV) (eseu) Stanley G. Weinbaum - Idealul (traducere Mihaela Crișan) Mircea Rus - Când primul... Mihail Grămescu - Efect de sincronizare Emil Olteanu - Johann? Ladislau Daradici - Orbul Cătălin Sandu - Toți în derivă, într-o lume stabilă Dan D. Farcaș - OZN-urile care răpesc oamenii (2) (eseu, non-fiction) Cristian & Mihaela Ionescu - Dicționar Sintetic de Literatură SF (eseu) (serial) | Mihai-Dan Pavelescu (redactor literar)                                                                                            | Hubert Schweizer                                      | Lei 1500   | 48                                   |
| 541     | 1996-dec.       | Stanley G. Weinbaum - Luna Nebună (traducere Monica Dumitriu)                                                                 | Alexandru Mironov - Un proiect practic pentru mileniul IV (eseu) Wilson Tucker - Expuneri Temporale (traducere Sorin Casapu) V. Bugariu - Autori români (V) (eseu) Traian Bădulescu - Secretul emisferei Vlad-Romeo Frânghiu - Ultima noastră Șansă: Ecotropia Cătălin Sandu - Călătorie spre capătul lumii Ovidiu Vitan - Dosarele X-Mas Dan D. Farcaș - Civilizațiile extraterestre și prăpastia timpului (eseu, non-fiction) Cristian & Mihaela Ionescu - Dicționar Sintetic de Literatură SF (eseu) (serial) | Mihai-Dan Pavelescu (redactor literar)                                                                                            | David Florian (I) Dan D. Farcaș (IV)                  | Lei 1500   | 48                                   |
| 542-543 | 1997            | Philip K. Dick - Jocul de-a războiul (traducere Sorin Casapu) Avram Davidson - Piatra filozofală (traducere Monica Dumitriu); | Alexandru Mironov - Hawking: un geniu căruia i-a rămas doar creierul (eseu) Pierre-Jean Brouillaud - Telemanii (traducere valANTIm) Sorin Constantinescu-Condruț - Castelul Mircea Cărbunaru - Povești adevărate din țara de vis-a-vis Victor Martin - Totul e în regulă Dan D. Farcaș - Suntem niște cobai? (eseu) | Mihai-Dan Pavelescu (redactor literar)                                                                                            | ? (schimb cultural - club Andymon Berlin)             | Lei 3000   | 48                                   |
| 544-545 | 1997            | Ana-Veronica Mircea - Râpa amăgirilor; Stephen Baxter - Columbiadul (traducere Mihai-Dan Pavelescu)                           | Ioan Albescu - Și totuși... Voicu Bugariu - Cărți (eseu) Timons Esaias - Judecata de Apoi (traducere Ion Balaban) Robert Grant - Zeul Plictiselii Val Antim - Omida Ovidiu Vitan - Vendetta lui Ucigă-l Toaca Dan D. Farcaș - Provincialismul temporal (eseu) Radu Pavel Gheo - Un dicționar zdrențuit (eseu despre Dicționar Sintetic de Literatură SF de Cristian & Mihaela Ionescu) | Mihai-Dan Pavelescu (redactor literar)                                                                                            | ? (schimb cultural - club Andymon Berlin)             | Lei 3000   | 48                                   |
| 546-547 | 1998            | Peter Phillips - Visele sunt sacre (traducere Mihnea Columbeanu) Florin Pîtea - Deadline                                      | Cristian Lăzărescu - Dinozaur! (eseu) Voicu Bugariu - Lumea și lumile (eseu) Liviu Radu - Amintiri despre Făt-Frumos Dave Wolverton - După o iarnă sălbatică Matei-Alexandru Mocanu - Archaos Tudor Negoiță - Bântuiți?! Mihail Grămescu - Urmărire automată Dan D. Farcaș - Hipnoza scrisului, hipnoza vizualului (eseu) Paul Tintisan - Visul | ? | ?                                                     | Lei ?      | 64                                   |
| 548-549 | 1998            | Ovidiu Vitan - Nuclearth (Terratomica)                                                                                        | Mihai Bădescu - Nucleul dur (eseu) Voicu Bugariu - Dolores Claiborne (eseu) Timons Esaias - Locul prăbușirii (traducere Monica Dumitriu) Andrei Valachi - Ruleta moldovenească (1/2) William Tenn - Bernie - linie - Faust (traducere Mihnea Columbeanu) Dan D. Farcaș - Între „privacy” și mitocănie (eseu) | Mihai-Dan Pavelescu (redactor literar)                                                                                            | David Florian                                         | Lei 5000   | 64                                   |
| 550-551 | 1998            | Bob Shaw - Lumina unor zile de-altădată (Light of Other Days) (traducere Ioana Robu)                                          | Voicu Bugariu - Șapte feluri de a rata (eseu) Andrei Valachi - Ruleta moldovenească (2) Florin Pîtea - Gangland Bogdan-Tudor Bucheru - În noaptea nunții Pavel D. Constantin - Visul lui Greg Dan D. Farcaș - Sfânta luptă împotriva Răului (eseu) | Mihai-Dan Pavelescu (redactor literar)                                                                                            | Ionuț Bănuță                                          | Lei 5000   | 64                                   |
| 552-553 | 1998            | Roberto R. Grant - Generatorul de realitate (1/2) Richard Kadrey - Modificat pentru a ucide (traducere Florin Pîtea)          | Voicu Bugariu - Suspine zadarnice (eseu) Marius C. Oiaga - Disonanță cognitivă Jean Lorin Sterian - Vânzătorul de noapte Cătălin Sandu - Duel cu ceață și lotuși Politică și ficțiune (eseu, pp.23) Arthur C. Clarke - Lumina întunericului (traducere Cornelia Alexoi - Columbeanu) Florin Iulian Hrib - Visele copiilor noștri Rareș Szeitz - Aplicații Mirror Natan Gaștea - Ziua purificării | Mihai-Dan Pavelescu (redactor literar)                                                                                            | Balazs Gabriel                                        | Lei 5900   | 64                                   |
| 554-555 | 1998            | Aurel Cărășel - Aguirre, mânia zeilor...                                                                                      | Mihail Grămescu - Fandom postdecembrist. Fenomenul SF Tic Roman - Arta de a nu scrie o nuvelă Ovidiu Vitan - S-a întâmplat în noaptea aceea Robert Mattingly - Descoperind un nou pământ (traducere Mihai Dan Pavelescu) Florin Pîtea - Gangland: Noduri și nume Chris Chimoiu - Locul doi Mike Resnick - Cele 43 de dinastii antariene (traducere Victor Toroș) Roberto R. Grant - Generatorul de realitate (2/2) Dan D. Farcaș - Eroii minții și eroii musculaturii | Mihai-Dan Pavelescu | David Florian                                         | Lei 5900   | 64                                   |
| 556-557 | 1999            | Val Antim - Sufletele nu se înalță la cer (1/2)                                                                               | Philippe Curval - Cinematografia SF nu ajută lumea să evolueze... Philippe Curval -Mirosul creaturii (Traducere Victor Toroș) Roberto R. Grant - SF nu este literatură (eseu) Neal Stephenson - Mățăraie (Traducere Florin Pîtea) Gyorfi Gyorgy - Doru Davidovici, colegul nostru din neștiut (eseu) Doru Davidovici - Zeița de oricalc (fragmente) Garștea Natan - Turnul temporal George Ceaușu - Om tunzând iarbă binară în ograda noastră digitală Cornel Robu - O cheie pentru science-fiction (eseu) Dan D. Farcaș - Paradoxurile călătoriilor temporale (eseu, nonfiction) Ladislau Daradici - Răceala | Mihai-Dan Pavelescu | Ionuț Bănuța                                          | Lei 6500   | 64                                   |
| 558-559 | 1999            | Aurel Cărășel - Mitologii selenare literare (eseu)                                                                            | Val Antim - Sufletele nu se înalță la cer (2/2) Mihnea Columbeanu - Kill and let the live! (eseu) Michael Swanwick - Ginungagap (traducere ? nemenționat) Florin Pîtea - Philip Dan D. Farcaș - Între certitudine și gândire plurală (nonfiction) | Mihai-Dan Pavelescu | Jim Porter                                            | Lei 6500   | 64                                   |
| 560-561 | 2001            | | Ovidiu Vitan - Cum s-a făcut de a rămas Terra fată bătrână Joe Haldeman - Nimeni atât de orb Norman Spinrad - Anul șoarecelui Costi Gurcu - kult în cap | Adrian Bănuță Traian Bădulescu |                                                       | Lei        | 68 pag.                              |
| 564     | 2002 (sept.?)   | N/A | Alexandru Mironov - Pogorârea din SF (eseu) Carmen Neagu-Nicu - Dansul liniștii Aurel Cărășel - Doctor Faustus și ananașii Felix Moga - Taurii negri Ovidiu Bufnilă - Submarinul roșu Ciprian Chisega - Timpul fiziologic Florin Pîtea - Neuropanzer | Adrian Bănuță Traian Bădulescu |                                                       | Lei        | 68 pag. editată de Știință & Tehnică |
| 565     | 2004            | N/A | Ion Hobana - Cea mai bună dintre lumi Alexandru Mironov - 2080. Ingineria naturii holoînregistrate de demult Marian Coman - Cel care nu mai e Ovidiu Bufnilă - Bango saradai! Lician Merișca - Ghici cine bate la ușă Robert David - Față în față | Adrian Bănuță (redactor șef) Traian Bădulescu                                                                                     | Ionuț Bănuță                                          | Lei 30.000 | 68 pag.                              |
| 566     | 2004            | Victor Trifan - Teritoriu interzis (bandă desenată)                                                                           | Alexandru Mironov - Homo sapiens ca trestie gânditoare Ion Hobana - Un om pentru eternitate Eduard Pandele - Jocuri video versus benzile desenate Dodo Niță - Cel mai prolific autor de BDSF al generației '90 | Adrian Bănuță | Ionuț Bănuță                                          | Lei 30.000 | 68 pag.                              |
| 567     | 2004            | Dănuț Ungureanu - Albă ca Zăpada zboară la New York                                                                           | Ovidiu Bufnilă - Armele zeilor Marius Damian - Lumină negră Ana Maria Negrilă - Oameni de apă Ian Watson - A.I. versus Matrix Dan Panaet - Dracula Land Alexandru Mironov - Harry Potter este un fenomen planetar | Adrian Bănuță | Ionuț Bănuță                                          | Lei 30.000 | 68 pag.editată de Fundația SocRaTeE  |
| 568     | 2004, dec.      | Robert Shekley - Planeta ieftină                                                                                              | Florin Munteanu: Seti@C Traian Bădulescu: Atlantykron, locul unde se proiectează viitorul Daniela Mironov: Despre SF, Sheckley si Watson Liviu Surugiu: Adevărul despre Woopy Marius Alecu: Asfaltropia florilor răului Tiberiu Mihai: Șoimii oglindă Vladimir Averbuch: Tara lui Mach Dan Manciulea: Călușarii Dănuț Ungureanu: Malawi, cu capitala la Zomba Florin Pîtea: Patterns de Pat Cadigan (eseu) Costi Pană: Alex si Andra Videomania Adrian Bănuță: Reamintindu-ne de Carmen Cozea Ștefan Ghidoveanu: Despre caracterul scriitorului de SF rododendron: Aici se dezintegrează | Adrian Bănuță | Ionuț Bănuță                                          | Lei 30.000 | 68 pag.                              |
| 569     | 2005            | Alexandru Ungureanu - integral                                                                                                | Sham-Poo, animalul electronic de casă Jocul politic Parada păianjenilor Cei dintr-o lacrimă Arte marțiale moderne (I & II) Alexandru Mironov - O tele-agapă de vară | Constandina Paligora | Ionuț Bănuță                                          | Lei 30.000 | 68 pag.                              |
| 570     | 2005            | Theodore Sturgeon - „Sculptură lentă” (traducere Mihai Dan Pavelescu)                                                         | Radu Honga - Un animal fantastic Aurel Cărășel - Peregrin galactic Aurel Cărășel - Zi ciudată Aurel Cărășel - Geometria neeuclidiană Viorel Pîrligras - Carnaval în Babilon Valentin Iordache - 'R-ați ai naibii...! Mircea Liviu Goga - Regula jocului Dan Ninoiu - Violonistul Liviu Surugiu - Visus Ana-Maria Negrilă - Jurnal din anul potopului | Aurel Cărășel | Ionuț Bănuță                                          | Lei ?      | 68 pagini                            |
| 571     | 2005            | Octavian Sava - Meteoritul de aur                                                                                             | Alexandru Mironov - Epilog? Da' de unde (eseu, 50 de ani de la apariția primului număr) | Aurel Cărășel | Mihaela Lazăr, Octavian Mitriă                        | Lei ?      | 68 pagini                            |
| 572     | 2005            | N/A | Aurel Cărășel - Roboții de lângă noi (eseu) Aurel Cărășel - Robotul (eseu) Interviu cu Daniel Walther de Laurențiu Antim: Cititorul francez este ahtiat după americanisme Fanzin. Glosar de termeni SF Arthur Codrescu - Vânătoare de ciborgi (povestire) Cristian Cassian - Turma R. F. Young - Septembrie avea treizeci de zile (Thirty Days Had September, traducere Irina Horea) Aurel Cărășel - Prea târziu pentru septembrie (povestire) Isaac Asimov - Viitorul? Atenție! (trad. Frida Papadache, Gh. Ghemusliu Kathy Westhead - Animal de casă (The Pet, traducere ?) Radu Honga - Lecții pentru semenii noștri (povestire) Ion Ilie Iosif - Răzbunarea lui Pierrot (povestire) Brian Ameringer - Rată de transfer Dodo Niță - CPSF și BD (eseu) | Aurel Cărășel | Dan Mihăilescu                                        | Lei ?      | 68                                   |
| 573     | 2005            | N/A | Alexandru Mironov - Soccon Odessa '89 (eseu) Diana Banu-Jules Verne, cenaclul adolescenților (eseu) Interviu cu Harlan Ellison de către Michel Demuth: Călătorie în Ellisonland Maruzs Eva - Viața mea un roman (traducere György Györfi-Deák) Aurel Cărășel - Călătoria în timp (eseu) Theodor Pitigoi - Vânt de timp Marcel Luca - Caroline Project Arthur Codrescu - Reflex în oglindă Adrian Rogoz - Fugă în spațiu-timp Cristian Pamfilov - Războiul tocmai a avut loc H. T. F. - Viitorul a început ieri Traian Bădulescu - Singurătate Herbert George Wells - Mașina timpului. Principii constructive (fragment) (traducere Horia Banu) Solomon Marcus - Timpul (eseu) Frederic Brown - Cea dintâi mașină de explorat timpul Pierre Versins - Timp și SF (fragment) (eseu) (traducere Horia Banu) Harry T. Francis - Mașina de condensat timpul Diana Banu - Cronică de carte: Luna, mai aproape... | Aurel Cărășel | Dan Mihăilescu                                        | Lei ?      | 68                                   |
| 574     | 2005            | N/A | Aurel Cărășel - Mutantul (eseu) Alina Popov - Drum către lumi imposibile Gabriel Grosu - Adaptare (fragmente din jurnalul unui nemuritor) Mihai Ciorbaru - Vagabondul Simona Vlădăreanu - Cioburi Lucian Merișca - Jurnal Cristian Negulescu - Roșcovanii Arthur Codrescu - Ochii care aud altfel Alexandru Călin - Sacrificiu de Paște Ovidiu Bufnilă - Insurecția Georgina Viorica Rogoz - Oceanul cu triluri | Aurel Cărășel | Marius Ghergu                                         | Lei ?      | 68 pagini                            |
| 575     | 2005            | N/A | Ion Mândra - Câteodată asfințitul Claudiu Petria - Puterea cuvântului Arthur Codrescu - Terț exclus Mircea Stoian - Eu, Keops și mașina Harry T. Francis - Continentul sudic Alina Popov - Noapte adâncă la Vaya con Dios John D. Ralphs - Spațiul flexibil și alte universuri *H.T.F. - Lumea blestemată a porții | Aurel Cărășel | Dan Mihăilescu                                        | Lei ?      | 68                                   |
| 576     | 2005            | Centenar Jules Verne | Eduard Gorpașin - Nemurire Arthur Codrescu - Fantome venite din timp Ben Gribbine - Colonia Claudiu Petria - Dreptul de a fi Jules Verne Jules Verne - Ziua unui ziarist american în 2889 | Aurel Cărășel | Marius Ghergu                                         | Lei        | 68                                   |
| 577     | 2005            | Octavian Sava | Aurel Cărășel - Aventură în templul reginei (eseu) Octavian Sava - Comoara din templul reginei Adriana Moșoiu - Paparazzo Mihai Tolea - Între film și science-fiction (eseu) | Aurel Cărășel | Marius Ghergu                                         | Lei ?      | 68                                   |
| 578     | 2005            | N/A | Traian Bădulescu - Dincolo de plopi (Dincolo de București) Radu Honga - Întoarcerea Marian Mihai - Într-o zi, cândva... Arthur Codrescu - Decor scenic cu spinari și partoni Aurel Cărășel - Bogăția nemuririi Alexandru Mironov - Mirabila făptură Alexandru Toma - Marea colină Ion-Ilie Iosif - Surpriza Iulian Baltasiu - Un accident stupid | Aurel Cărășel | Marius Ghergu                                         | Lei ?      | 68                                   |